# 榎本就正
榎本 就正（えのもと なりまさ）は、江戸時代の武士。毛利氏の家臣で、長州藩士。父は榎本就宣。

## 生涯
寛永6年（1629年）、長州藩士・榎本就宣の子として生まれ、毛利秀就、綱広、吉就、吉広の四代に仕えた。
宝永2年（1705年）2月8日に死去。享年77。就正に実子は無く、三戸就次の三男である忠英（長槌、市之助、九郎兵衛）が養子として後を継いだ。